# Basaal metabolisme
Basaal metabolisme, rustmetabolisme, of energieverbruik in rust is de  stofwisseling die nodig is om de minimale hoeveelheid energie te leveren die noodzakelijk is voor primaire levensprocessen van een organisme. Onder deze levensprocessen vallen ademen en hartslag en alle processen die op cel en weefselniveau doorgaan tijdens rust. De term basaal metabolisme is gereserveerd voor het meten van het basaal metabolisme onder strikte, afgesproken, condities. Bij ziekte is niet voldaan aan deze condities en wordt de term rustmetabolisme gebruikt. Tijdens een meting mag niet geslapen worden. Het energieverbruik tijdens slaap is nog wat lager dan basaal metabolisme.
Het energieverbruik in rust kan gemeten worden door te meten hoeveel zuurstof een individu in rust verbruikt en hoeveel koolstofdioxide (CO2) wordt geproduceerd. Het basaal metabolisme wordt vooral bepaald door de actieve celmassa in het lichaam. Variatie in basaal metabolisme wordt vooral bepaald door het lichaamsgewicht, lichaamslengte, leeftijd en geslacht. 
Er zijn vier factoren die het basaal metabolisme (Basal Metabolic Rate : BMR) beïnvloeden: 
1. Leeftijd : hoe ouder men wordt, hoe lager het de BMR zal worden.
2. Lichaamstemperatuur : de BMR zal stijgen als de lichaamstemperatuur ook stijgt.
3. Psychologische stress : psychologische stress zal zorgen voor een verhoging van de BMR.
4. Hormonen : thyroxine en adrenaline laten de BMR stijgen.

## Harris-Benedict-vergelijking
Van de energie die nodig is voor het basaal metabolisme kan een schatting worden gemaakt met de Harris-Benedict-vergelijking. De oorspronkelijke vergelijking komt voort uit een studie door James Arthur Harris en Francis Gano Benedict, die in 1918-1919 werd gepubliceerd. Het energieverbruik op basis van het basaal metabolisme zoals uitgerekend met de Harris-Benedict-vergelijking wordt uitgedrukt in kcal/dag.
|         | Oorspronkelijke vergelijking (1919)                                                                                     |
| ------- | --- |
| Mannen  | Basaal metabolisme = 66,4730 + (13,7516 × massa in kg) + (5,0033 × lichaamslengte in cm) – (6,7550 × leeftijd in jaren) |
| Vrouwen | Basaal metabolisme = 655,0955 + (9,5634 × massa in kg) + (1,8496 × lichaamslengte in cm) – (4,6756 × leeftijd in jaren) |

De vergelijking werd in 1984 herzien door Roza en Shizgal.
|         | Herziene vergelijking (1984)                                                                                        |
| ------- | --- |
| Mannen  | Basaal metabolisme = 88,362 + (13,397 × massa in kg) + (4,799 × lichaamslengte in cm) - (5,677 × leeftijd in jaren) |
| Vrouwen | Basaal metabolisme = 447,593 + (9,247 × massa in kg) + (3,098 × lichaamslengte in cm) - (4,330 × leeftijd in jaren) |

Daarnaast levert het Harris-Benedict-principe een factor waarmee dat cijfer kan worden vermenigvuldigd om de energiebehoefte bij verschillende niveaus van lichamelijke activiteit te bepalen, de PAL-waarde (PAL = physical activity level).
| Harris-Benedict-principe         | factor |
| -------------------------------- | ------ |
| Geen tot weinig lichaamsbeweging | 1,2    |
| Lichte lichaamsbeweging          | 1,375  |
| Normale lichaamsbeweging         | 1,55   |
| Zware lichaamsbeweging           | 1,725  |
| Zeer zware lichaamsbeweging      | 1,9    |

### Voorbeeld
Een man van 50 jaar, 180 cm lang en een massa van 80 kg heeft een basaal metabolisme van:
88,362 + (13,397 × 80 kg) + (4,799 × 180 cm) - (5,677 × 50)  ≈ 1740 kcal.
Dit is de energie die nodig is om het basaal metabolisme in stand te houden zonder in gewicht toe- of af te nemen.  In rust (geen tot weinig lichaamsbeweging) komt dat neer op 1,2 × 1740 kcal/dag of omgerekend een vermogen van 1,2 x 84,3 = 102 watt.
Bij normale lichaamsbeweging zal deze persoon zijn gewicht handhaven door een dagelijkse inname van  1740 × factor 1,55 ≈ 2700 kcal